# Jédiaël
Jédiaël ou Jédiael est un prénom qui peut être féminin ou masculin[réf. nécessaire]. 

## Origines
Le prénom « Jédiael » désigne à l'origine un guerrier hébreu.
Ce nom signifie « connu de Dieu », et apparait dans la Bible, dans les livres des Chroniques.